# Cytoplea
Cytoplea Bizz. & Sacc. – rodzaj grzybów z rodziny Didymosphaeriaceae.

## Systematyka i nazewnictwo
Pozycja w klasyfikacji według Index Fungorum: Didymosphaeriaceae, Pleosporales, Pleosporomycetidae, Dothideomycetes, Pezizomycotina, Ascomycota, Fungi.
Takson utworzyli w 1885 r. Giacomo Bizzozero i Pier Andrea Saccardo. Synonim: Neopycnodothis Tak. Kobay. 1965.
Gatunki występujące w Polsce:
- Cytoplea incrustans (Sacc.) Petr. 1979[3]

Nazwy naukowe na podstawie Index Fungorum. Wykaz gatunków według W. Mułłenki i innych.